# Daming, Handan
Daming, även romaniserat Taming, är ett härad som lyder under Handans stad på prefekturnivå i Hebei-provinsen i norra Kina.